# Hudsvamp
Hudsvamp är olika former av svampinfektioner.
Huden kan drabbas av svampinfektioner som orsakas av två olika typer av svampar: trådsvampar och jästsvampar. Bägge dessa hudsvampar föredrar varma och fuktiga miljöer. Trådsvampar (dermatofyter) förekommer runt omkring oss och kan överföras från djur eller från andra människor, alternativt från en fuktig miljö. Candida kallas en jästsvamp som finns på vår hud och i våra slemhinnor. Den orsakar vanligtvis inga besvär, men kan ge upphov till en infektion om till exempel immunförsvaret är nedsatt. Malassezia är en annan jästsvamp som finns på huden, men som hos vissa människor kan ge upphov till mjälleksem och hudsjukdomen pityriasis versicolor.
Trådsvampar kan bland annat ge upphov till fotsvamp, som är en vanlig typ av hudsvamp, men även ringorm, svamp i hårbotten och nagelsvamp. Jästsvampen Candida kan bland annat orsaka hudinfektioner och leda till nagelsjukdomen paronychia. Den som drabbas av en Malassezia-infektion börjar ofta svettas överdrivet mycket. Andra symptom på denna typ av infektion är fjällning, förändrad hudfärg, blåsor och klåda.